# 永兴堂石造像
永兴堂石造像，位于中国福建省漳州市龙文区步文镇石仓村，明天启五年（1625年）雕刻。有释迦牟尼佛像、阿弥陀佛像、弥勒佛像、伽蓝菩萨像和韦驮菩萨像五尊，底座镌刻纪年、捐造者、供养人等，为研究明代石刻艺术的重要实物资料。附属文物永兴堂，保存清代法式，清光绪十一年、十二年重修碑记，有着较珍贵的史料参考价值。2009年11月16日公布为第七批福建省文物保护单位。